# Беле, Петра
Пе́тра Бе́ле (девичья фамилия — Шаф) (нем. Petra Behle (Schaaf); род. 5 января 1969, Оффенбах-ам-Майн, Гессен, ФРГ) — бывшая немецкая биатлонистка из Западной Германии, Олимпийская чемпионка 1998 года в эстафете, серебряный призёр Олимпийских игр 1992 и 1994 годов в эстафете, девятикратная чемпионка мира, многократный призёр чемпионатов мира. Дважды — в сезонах 1991/1992 и 1995/1996 — она была близка к завоеванию Кубка мира и в общем зачёте занимала третье место. Замужем за бывшим западногерманским лыжником Йохеном Беле.